# 박태민 (축구 선수)
박태민(朴太民, 1986년 1월 21일 ~ )은 대한민국의 전 축구 선수이자, 현 축구 지도자이다.

## 축구인 경력

### 선수 경력
2008년 드래프트를 통해 수원 삼성 블루윙즈에 입단하였다. 하지만 수원에서의 3년 동안 주전 자리를 확보하는데 실패하자 2011년 부산 아이파크로 이적하였다. 2011 K리그에서 리그 23경기에 나서 1골을 기록하였다.
2012년 인천 유나이티드로 이적하여 주전 수비수로 활약하였으며 2013년엔 부주장, 2014년엔 주장직을 수행하였다.
2015 시즌을 앞두고 팀 동료 남준재와 함께 성남 FC로 이적하였다.